# Helena Christensen
Pour les articles homonymes, voir Helena.
Helena Christensen, née le 25 décembre 1968 à Copenhague, est une mannequin et photographe danoise, élue Miss Danemark en 1986. Elle est également créatrice de vêtements et reine de beauté.

## Biographie

### Carrière
Helena Christensen est découverte par le photographe Friedemann Hauss à l'âge de vingt et un ans.
Elle est principalement connue pour son apparition dans le clip de la chanson Wicked Game de Chris Isaak, en 1991.
De 1997 à 1998, elle est un Ange de la marque de lingerie Victoria's Secret.
En 2004 puis 2008, elle devient l'égérie de la marque danoise de bijoux et accessoires de mode Pilgrim[réf. nécessaire].
Au cours de sa carrière, elle défile pour des maisons de couture telles que Chanel, Dolce&Gabbana, Christian Dior, Valentino ou encore Versace.
Elle pose en couverture de nombreux magazines : Vogue, Cosmopolitan, Elle, Allure, Marie Claire, Maxim ou encore Dazed and Confused.
Elle est cofondatrice du magazine de mode Nylon[réf. nécessaire]. Elle soutient le financement d'organisations de lutte contre le cancer du sein et d'autres œuvres caritatives philanthropiques[réf. nécessaire].

### Vie privée
Elle a un enfant né en 1999 avec Norman Reedus, un fils nommé Mingus en hommage au jazzman Charles Mingus. Ils sont séparés depuis 2003 et se partagent la garde de leur fils. Pendant plusieurs années, elle a partagé sa vie avec Paul Banks, chanteur du groupe de rock Interpol,. Elle est la tante du footballeur dano-péruvien Oliver Sonne(qui évolue actuellement au Silkeborg IF ainsi qu'en équipe nationale du Pérou).

### Supermodels
En janvier 1990, le photographe Peter Lindberg shoot pour la couverture de Vogue britannique les mannequins Cindy Crawford, Naomi Campbell, Christy Turlington, Tatjana Patitz et Linda Evangelista. Cette photo symbolise le début des Supermodels.
Helena Christensen les rejoint rapidement[Quand ?].